# Harriet Powers

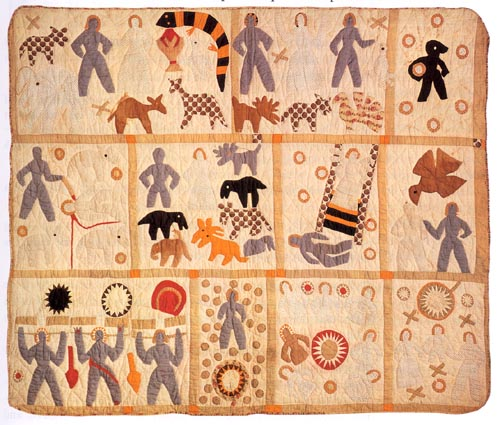
Bible Quilt, vários materiais.1885-1886.

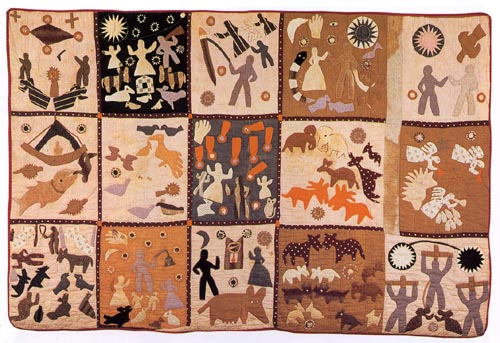
Pictorial quilt, vários materiais. 1895-1898.

Harriet Powers (29 de outubro de 1837 - 1°de janeiro de 1910) foi uma escrava, artista popular e colchoeira afro-americana, nascida na região rural de Georgia. Ela usava técnicas tradicionais de aplique em tecido para registrar lendas locais, histórias bíblicas e eventos astronômicos em suas colchas. Sabe-se que somente duas de suas obras sobreviveram: Bible Quilt, de 1886 e Pictorial Quilt, de 1898. Suas colchas são consideradas alguns dos melhores exemplos do trabalho em colchas do sul dos Estados Unidos no século XIX. Suas obras estão expostas no National Museum of American History, em Washington, D.C., e no Museu de Belas Artes de Boston, Massachusetts.